# Clarence Town
Clarene Town (literalmente, em português: Cidade de Clarense) é uma cidade das Bahamas, localizada na Long Island.